# Gustaf Gustafsson (etsare)
Gustaf Gottlieb Engelbrecht Gustafsson, född 20 juli 1852 i Stockholm, död 8 oktober 1903 i Paris, var en svensk-fransk reproduktionsetsare och etsare.
Han var son till styckjunkaren Gustaf Theodor Gustafsson och Gustava Valentina Vilhelmina Brunström. Efter avslutad normalskolgång var han anställd vid Generalstabens litografiska anstalt 1871-1875. Han tillhörde den grupp svenska konstnärer som fick möjlighet att studera etsning för Léopold Loewenstam 1875. Efter att han avslutat sin etsningsutbildning utvandrade han till Frankrike där han var verksam fram till sin död. Helt naturligt blev hans medverkan i det svenska konstnärslivet begränsat och han medverkade endast i en utställning i Göteborg 1886 och i en utställning med på Nationalmuseum 1889. I Sverige är han representerad vid bland annat Kungliga biblioteket med etsningen Lutspelande flicka.